# ریکاردو آنتونیو چاویرا
ریکاردو آنتونیو چاویرا (انگلیسی: Ricardo Antonio Chavira؛ زادهٔ ۱ سپتامبر ۱۹۷۱) هنرپیشه اهل ایالات متحده آمریکا است.
از فیلم‌ها یا برنامه‌های تلویزیونی که وی در آن نقش داشته‌است می‌توان به ۲۴، کدبانوهای وامانده، کسل، آلامو، پیرانا سه‌بعدی، رسوایی، و سوپرمن/بتمن: دشمنان مردم اشاره کرد.